# Daniel Messias
Daniel Messias (São Paulo, 18 de janeiro de ) é um animador brasileiro. Filho do quadrinista Messias de Mello e sobrinho do poeta e jornalista Judas Isgorogota, Daniel Messias começou a trabalhar com animação no início dos anos 1970, tendo fundado seu próprio estúdio em 1975. Entre outros trabalhos, foi responsável pelas vinhetas brasileiras do canal de animação Cartoon Network Brasil, como uma série de curta-metragens curtas sobre o Descobrimento do Brasil com personagens de A Vaca e o Frango, O Laboratório de Dexter, As Meninas Superpoderosas, Eu Sou o Máximo e Johnny Bravo, episódios locais da série Space Ghost de Costa a Costa e diversos filmes publicitários, inclusive com a utilização de personagens da Warner Bros. (incluíndo os personagens da produtora Hanna-Barbera, MGM Cartoons, Cartoon Network e da editora de quadrinhos DC Comics, que também pertence ao conglomerado). Daniel também dirigiu curtas-metragens de animação, dentre os quais se destaca Natal da Turma da Mônica (1976), Dinda's (1993) e Los 3 Amigos (2009). Com este último, Daniel ganhou o 22º Troféu HQ Mix na categoria "melhor adaptação para outro veículo".